# ژانگ جیاچی (بازیکن فوتبال)
ژانگ جیاچی (انگلیسی: Zhang Jiaqi؛ زادهٔ ۹ دسامبر ۱۹۹۱) بازیکن فوتبال اهل چین است.
از باشگاه‌هایی که در آن بازی کرده‌است می‌توان به باشگاه فوتبال دالیان پروفشنال، باشگاه فوتبال لو مان و باشگاه فوتبال گوانگژو اشاره کرد.
وی همچنین در تیم ملی فوتبال چین بازی کرده‌است.